# 21 (kansspel)
21 is een krasspel, georganiseerd door de Nationale Loterij van België. Het werd geïntroduceerd in 1993. Het spel is geïnspireerd op het kaartspel eenentwintigen. De spelformule is als volgt: Als men de deklaag op het biljet wegkrast, verschijnen er drie speelkaarten. Elke speelkaart heeft een puntenwaarde van 2 tot 11, waarbij een aas telt voor 11 en een koning, vrouw of boer voor 10 punten. Als de som van de puntenwaarden van de drie kaarten 17, 18, 19, 20 of 21 is, wint men een vastgesteld bedrag:
- Bij "21": 100.000 euro (De maximumwinst werd op 4 juni 2007 opgetrokken van 50.000 tot 100.000 euro.[1])
- Bij "20": 3.000 euro
- Bij "19": 300 euro
- Bij "18": 30 euro
- Bij "17": 6 euro
- Bij de bonuszone het juiste symbool: gratis biljet

Eén biljet kost 3 euro. De winstkansen zijn met ingang van 5 september 2011:
- Voor "21": 1 op 1 miljoen
- Voor "20": 1 op 200.000 (5 winnende biljetten op 1 miljoen)
- Voor "19": 1 op 5.000 (200 winnende biljetten op 1 miljoen)
- Voor "18": 1 op 666,67 (1.500 winnende biljetten op 1 miljoen)
- Voor "17": 1 op 4,94 (202.500 winnende biljetten op 1 miljoen)
- Voor het juiste symbool in bonuszone: 1 op 6,25 (160.000 winnende biljetten op 1 miljoen)

Vroeger was de kans op de hoofdprijs "21" 1 op 2 miljoen (1 winnend biljet per 2 miljoen biljetten). De kans om het hoofdlot te winnen werd dus verdubbeld, met als doel de aantrekkelijkheid van het spel te verhogen. In totaal zijn er 364.206 winnende biljetten per miljoen, wat betekent dat de kans op winst 1 op 2,75 is. In totaal zijn de winnende biljetten goed voor 1.915.000 euro (63,83% van de inzet).